# Betaclovia
Betaclovia is een geslacht van halfvleugeligen uit de familie Aphrophoridae. De wetenschappelijke naam van dit geslacht is voor het eerst geldig gepubliceerd in 1940 door Matsumura.

## Soorten
Het geslacht Betaclovia  is monotypisch en omvat slechts de volgende soort:
- Betaclovia longicephala (Kato, 1933)